# جند نجار
جند نجار (به انگلیسی: Jand Najjar) یک روستا در پاکستان است که در پنجاب واقع شده‌است.